# Euskal Herria
Euskal Herria, también denominado históricamente Vasconia o el País Vasco, es el nombre en euskera de un territorio europeo asociado a los vascos y a su cultura que también es utilizado en castellano desde finales del siglo XIX. Este territorio tiene aproximadamente 3,2 millones de habitantes y en él el 28,4 % de la población habla vasco y el 44,8 % lo entiende.
En lengua vasca, la voz «Euskal Herria» está documentada desde los primeros autores de textos en euskera en el siglo XVI, el alavés Juan Pérez de Lazarraga y el navarro Joanes Leizarraga, para designar al «país del euskera». Hacia finales del siglo XIX, las voces Euscalerría y Escualerría pasaron al castellano, en un primer momento por los carlistas vascos y navarros y por varias asociaciones culturales fundadas en la época. A partir de la década de 1990, ha sido recuperado por el nacionalismo vasco, por lo que ha adquirido un carácter controvertido, especialmente respecto a las relaciones entre Navarra y el País Vasco. El término aparece en el primer artículo del Estatuto de Autonomía del País Vasco.
La región histórica suele dividirse en siete territorios: en España, Álava, Vizcaya y Guipúzcoa, que conforman la comunidad autónoma del País Vasco, así como Navarra; en Francia, Baja Navarra, Lapurdi y Soule, que conforman el País Vasco francés. Convencionalmente se ha fijado a menudo su «capital» o centro histórico y cultural en Pamplona, si bien ello carece de carácter oficial y es discutido.
Las diferentes corrientes del nacionalismo vasco derivan sus proyectos políticos en torno al País Vasco, desbordando el ámbito cultural, por lo que estos proyectos son controvertidos. Algunos autores, limitándose únicamente a la concepción antropológica o cultural de Euskal Herria, prefieren las formas castellanas y más antiguas de «Vasconia» o simplemente «País Vasco».
| Mapa de Euskal Herria |
| --- |
| Mar Cantábrico Vizcaya Álava Guipúzcoa España Baja Navarra Labourd Soule Francia Enclave de Treviño Valle de Villaverde Alta Navarra Kantauri itsasoa Bizkaia Araba Gipuzkoa Espainia Nafarroa Beherea Lapurdi Zuberoa Frantzia Trebiñuko Barrendegia Villaverde Turtzioz Nafarroa Garaia Océan Atlantique Biscaye Alava Guipuscoa Espagne Basse- Navarre Labourd Soule France Enclave de Treviño Vallée de Villaverde Haute- Navarre |
| Territorios que abarca Euskal Herria, según la división administrativa oficial, en español, euskera y francés |

## Acerca del término

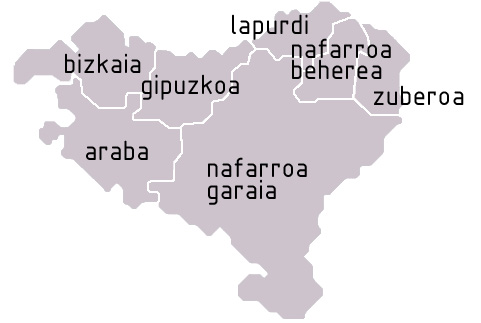
Diferentes territorios con los nombres en euskera

El término euskal se traduce como «relativo al euskera», y herri(a) tiene el significado de «pueblo, localidad, población, territorio, país, patria...» por lo que Euskal Herria se puede traducir como «la tierra de los vascos», «el país vasco», «el pueblo vasco» o «país de los vascos». En el Estatuto de autonomía de 1979, el Estatuto de Guernica, aparece utilizada del segundo modo, aunque el primero es más habitual junto al tercero, sobre todo en contenidos enciclopédicos y documentales. Cabe reseñar que en los medios vascos en castellano se tiende a no traducir el término ni a utilizar la voz Vasconia en favor de la de Euskal Herria.[cita requerida]
Es preciso reseñar que el territorio que ha abarcado el euskera, lengua anterior a la incorporación de los lenguajes indoeuropeos sobre el año 4000 a. C., ha fluctuado mucho a lo largo de la historia, como ha ocurrido en el resto de lenguas. Por ejemplo, euskera se habló en La Rioja, norte de Soria, nordeste de Burgos, valles pirenaicos oscenses pero a su vez retrocedió en tiempos renacentistas de las Encartaciones y de la mayor parte de la margen izquierda de la desembocadura del Nervión, llegando casi a desaparecer en esta zona con la industrialización (finales del siglo XIX y siglo XX) según Xabier Kintana y Julio Caro Baroja. En la Baja Ribera de Navarra desapareció entre el siglo I y X. También se pudo hablar en el Valle de Arán por lo que se cree se habló desde el Cantábrico al Mediterráneo. Habiendo también muchas hipótesis sobre su extensión en tiempos prehistóricos, ninguna de ellas suficientemente probada.[cita requerida]
Debido al movimiento cultural y de enseñanza de las ikastolas y la implantación de modelos educativos que favorecen el aprendizaje en euskera, se está recuperando, sobre todo en la margen izquierda del Nervión y alrededores de Tudela (Ribera de Navarra). Otro factor que ayuda para la recuperación del euskera es la generalización de la atención al público en esa lengua, en aras de la normalización de su uso, en los organismos que dependen de las administraciones públicas vascas y en parte de las navarras. En muchos de ellos, en sus concursos-oposiciones el conocimiento de la lengua tiene un valor determinado e incluso es necesario demostrar cierto nivel para cubrir algunos puestos exigiéndose un determinado Certificado de perfil lingüístico, lo cual no ha estado exento de cierta polémica.
El término de Vasconia o Wasconia se ha utilizado para referirse a alguna parte de lo que hoy se entiende por Euskal Herria. El ducado de Vasconia, constituido sobre la base territorial de la circunscripción o ducatus de la provincia romana de Novempopulania y que se extendía desde el sur del curso bajo del río Garona hasta la vertiente continental de los Pirineos, hace referencia a la afinidad histórica de los habitantes de aquellas tierras con los del otro lado de los Pirineos. Las provincias Vascongadas, Álava, Guipúzcoa y Vizcaya se denominan oficialmente, actualmente, como País Vasco o «Euskadi» (Euzkadi), neologismo construido por Sabino Arana para referirse a Euskal Herria, término que él consideraba propio de los carlistas.
Durante el siglo XX los carlistas siguieron empleando la denominación de «Euskalerría» en contraposición a la de «Euskadi». Así en un mitin realizado en 1934 por la Comunión Tradicionalista en Algorta, afirmaban: 

frente a la Euskadi separatista la Euskalerria españolísima.

La voz «Vasconia» ha caído en desuso a favor de Euskal Herria, de connotaciones más antropológicas que geográficas, aunque hasta la unificación del euskera se le denominaba también Euskalerria, Euskalerría, Eskualerria o Eskualerría.
En la actualidad, quizá por influencia del Estatuto de Guernica, País Vasco y Euskadi son entendidos como sinónimos (se usa también el término «comunidad autónoma vasca»), mientras que Euskal Herria mantiene el significado que anteriormente se le había dado al término Euskadi, es decir; los siete territorios tradicionales.

### Retrospectiva acerca del uso de la voz
El término Euskal Herria aparece por primera vez escrito en dialecto alavés en el manuscrito de Lazarraga (1564). Aparece en tres distintas ocasiones y en todas ellas bajo la forma de Hegoalde es decir sin la H, perdida según Mitxelena hacia el siglo XIII y como euskal (o en este caso euskel) y no eskual o uskal (como en el caso de Iparralde).

beti çagie laudatu
 çegaiti doçun eusquel erria
 aynbat bentajaz dotadu. (f. 18)
çegayti eusquel errian dira
 ederr guztioc dotadu. (f. 18v)
çeñetan ditut eçautu
 eusquel erriau oy nola eben
 erregue batec pobladu. (f. 18v)
Siempre serás alabado

porque has dotado a Euskal Herria

de tantas ventajas.
por qué se ha dotado

a Euskal Herria de todas estas bellezas.
en los cuales he conocido

como esta Euskal Herria

la ha poblado un rey.

Miretsico duçue, aguian, nic, Euscal-Herrico ez-naicelaric, euscaraz esquiribatceco ausartciaren hartcea.
iduritcen çait hoben nuqueiela, eta are eçagutça gutitaco eta esquer-gabe içanen nincela, baldin Euscal-Herrian iKhassia Euscal-Herrico probetchutan emplegatu ez-panu.
[…] ba-daquit Euscal-Herrian anhitz moldez minçatcen direla, eta nori bere herrico euscara çaicala hoberenic eta ederrenic.
Ordea ea Saraco euscara denz Euscal-Herrico hoberena eta garbiena, ez-naiz ni hartara sartcen, bat-bederac emanen du bere iduriric.
Tal vez os asombréis de que yo, sin ser natural de Euskal Herria, me haya atrevido a escribir en euskera.

[…] me parece que habría hecho mal, y habría sido poco inteligente y desagradecido, si no hubiera empleado en provecho de Euskal Herria lo que he aprendido en Euskal Herria.
[…] sé que en Euskal Herria hablan de muy diversas maneras, y que cada cual considera que el euskera de su pueblo es el mejor y más bello […]

En cambio, que si el euskera de Sara es o no el mejor y más puro de Euskal Herria, no entro ahí, cada cual tendrá su opinión.
 Esteve Materra, Doctrina Christiana (1617)

Badaquit halaber ecin heda naitequeyela euscarazco minçatce molde guztietara. Ceren anhitz moldez eta diferentequi minçatcen baitira euscal herrian, Naffarroa garayan, Naffarroa beherean, Çuberoan, Lappurdin, Bizcayan, Guipuzcoan, Alaba-herrian […]
Sé asimismo que no puedo llegar a todos los modos de hablar del euskara. Pues se habla de muchas maneras y diferentemente en Euskal Herria, en la Alta Navarra, en la Baja Navarra, en Zuberoa, en Lapurdi, en Bizkaia, en Gipuzkoa, en la tierra de Álava […]
 Pedro de Axular, Gero (1643)

De este empleo general de Euskal Herria da testimonio, entre otros muchos, Joanes Leizarraga, sacerdote protestante labortano fallecido hacia el año 1605, autor de la traducción vasca del Nuevo Testamento, publicada en 1571. Al tratar de las dificultades para encontrar una modalidad comprensible por todos los lectores, escribe

[…] batbederac daqui heuscal herrian quasi etche batetic bercera-ere minçatzeco manerán cer differentiá eta diuersitatea den
[…] cualquiera sabe qué diferencia y diversidad hay en la manera de hablar en Euskal Herria casi de una casa a otra.

Este pasaje está en el prólogo a los vascos («Heuscalduney»), a continuación de la carta bilingüe (euskara / francés) que el autor dirige a la reina Juana de Navarra. El término Euskal Herria vuelve a ser utilizado por Leizarraga el mismo año pero esta vez separado por un guion en su ABC edo Christinoen instructionea:

Heuscal-herrian gaztetassunaren iracasteco carguä dutenér eta goitico guciér. Leiçarraga Berascoizcoac Iaincoaren gratia desiratzen”.
Eta minçatzeco maneraz den beçembatean, Heuscal-herrian religionearen exercitioa den lekuco gendetara consideratione guehiago vkan dut, ecen ez bercetara

### Legalmente hoy en día
Euskal Herria (equiparado con pueblo vasco) legalmente y de acuerdo con el Estatuto de Guernica en euskera se constituye como una comunidad autónoma, que bien podrá recibir el nombre en euskera de Euskal Herriko Komunitate Autonomoa o Euskadi.
En castellano este término es traducido de dos maneras distintas:
«Pueblo Vasco»:

1. artikulua.

'Euskal Herria', bere naziotasunaren adierazgarri, eta bere burujabetasuna iristeko, espainol Estatuaren barruan Komunitate Autónomo gisa eratzen da. Beronen izena Euskadi zein Euskal Herria izango da; eta Konstituzio eta Estatuto honetan adierazten direnak izango ditu oinarrizko instituzio-arautzat.
Artículo 1.

El Pueblo Vasco o Euskal Herria, como expresión de su nacionalidad, y para acceder a su autogobierno, se constituye en Comunidad Autónoma dentro del Estado español bajo la denominación de Euskadi o País Vasco, de acuerdo con la Constitución y con el presente Estatuto, que es su norma institucional básica.
Estatuto de Autonomía del País Vasco de 1979

«País Vasco»:

2. artikulua.

1.- Araba, Bizkaia eta Gipuzkoak, Nafarroak bezala, Euskal Herriko Komunitate Autonomoaren partaide izateko eskubidea dute.
Artículo 2.

1.- Álava, Guipúzcoa y Vizcaya, así como Navarra, tienen derecho a formar parte de la Comunidad Autónoma del País Vasco.
Estatuto de Autonomía del País Vasco de 1979

### En el ámbito político

#### Uso político del término

Versión tradicional del Zazpiak Bat (las Siete Una), escudo de Euskal Herria, diseñado por Jean de Jaurgain a finales del para el «Congrès et Fêtes de la Tradition Basque», celebrado en 1892 bajo el lema Zazpi Uskal herriak bat (o Zazpiak Bat) de Anton Abbadia. Este escudo se diferencia del moderno en los lobos de la casa de Haro en el escudo de Vizcaya y el Rey y los cañones de Velate en el de Guipúzcoa.

El concepto de Euskal Herria tuvo, en su origen, pues, una dimensión exclusivamente cultural ya que se trata del modo en que los vascohablantes a partir del siglo XVI han denominado históricamente a los territorios en los que se hablaba su lengua (o a los territorios sobre los que, aún sin hablarse euskera, pertenecían a territorios con una gran impronta vascoparlante, caso de la Ribera de Navarra).
Con la eclosión del nacionalismo independentista vasco a partir de finales del siglo XIX, Sabino Arana crea la denominación Euzkadi para diferenciarse de los fueristas representados políticamente por los «Euskalerriacos» liderados por Fidel de Sagarmínaga y Ramón de la Sota (posteriormente entraría en el PNV), que socialmente pretendían apropiarse del término Euskal Herria, aunque utilizaba habitualmente en sus artículos el término Euskeria (por ejemplo: "Este partido nacionalista solo ha nacido y vive para la Patria, que es Bizkaya libre en Euskeria libre").

Los partidos carlista, integrista y euskalerriaco son españolistas, y, por lo tanto, enemigos de Bizkaya.

De hecho, se lanzan vivas a Euskal Herria en la letra original de la marcha de Oriamendi, todavía hoy himno carlista, que más tarde —con otra letra— sería uno de los himnos de combate del Requeté y, por decreto de 27 de febrero de 1937 aprobado por el general Franco, canto nacional de la España Nacional junto con el Cara al sol de la Falange y la Marcha Real.
Posteriormente, algunos ideólogos nacionalistas como Arturo Campión defendieron la voz Euskal Herria considerándola más histórica y entendible que la recién creada Euzkadi, defendida por los aranistas más puristas como el también navarro José Agerre, y capaz asimismo de mantener el mismo significado político que esta última.
Durante la dictadura franquista se reprimieron duramente las ideas nacionalistas, pero el término Euskal Herria estaba permitido, al ser el término que los carlistas venían utilizando desde antes, incluso, del nacimiento del nacionalismo vasco.[cita requerida] Prueba de ello es la distinción que en 1973 realizaba un censor, citando a Unamuno, entre Euzkadi y Euskal Herria:

En opinión del lector que suscribe, es preciso fomentar, estimular y ayudar todas aquellas obras en las que aparece la vieja y gloriosa sana palabra Euskal Erria, usada todavía por los auténticos y nobles vascos. Es un criterio que no falla.

NOTA: La diferencia que existe entre decir «Gora Euzkadi» y «Gora Euskal Herria» es la siguiente: «Gora Euskal Herria»: Viva España y Vasconia

«Gora Euzkadi»: Viva Euzkadi y fuera España
Joan Mari Torrealdai: La Censura de Franco y el tema vasco, pág. 89

O que el partido ultraderechista Fuerza Nueva admita Euskal Herria en vez de Euskadi.
El uso político del término Euskal Herria por una parte del nacionalismo vasco es, de todas maneras, muy reciente (desde la década de 1990), hoy en día la expresión Euskal Herria está extendida por todos los partidos políticos nacionalistas aunque algunos sectores (principalmente del PNV) prefieran el uso del neologismo 'Euzkadi o Euskadi' aun cuando la creación y desarrollo de la comunidad autónoma del País Vasco, a raíz del Estatuto de Guernica, haya hecho que se identifique a esta con Euskadi. En cualquier caso, este neologismo está siendo gradualmente desplazado por el término más antiguo.
El Estatuto de Guernica de 1979 manifiesta: 

El Pueblo Vasco o Euskal Herria, como expresión de su nacionalidad, y para acceder a su autogobierno, se constituye en Comunidad Autónoma dentro de España bajo la denominación de Euskadi o País Vasco, de acuerdo con la Constitución y con el presente Estatuto, que es su norma institucional básica.

En este Estatuto se identifica políticamente a la comunidad autónoma del País Vasco, a Euskadi, al País Vasco, al Pueblo Vasco y a Euskal Herria, considerando que todos esos términos son equivalentes. Esta redacción hizo que la Real Academia de la Lengua Vasca (Euskaltzaindia) elaborase el Informe de la Real Academia de la Lengua Vasca/Euskaltzaindia sobre la denominación Euskal Herria.

Personalidades destacadas, como el ensayista José Miguel de Azaola y otros muchos, mostraron abiertamente su desacuerdo por el texto de dicho Artículo y la pretensión –velada o no– de eliminar el nombre Euskal Herria.[…]Esta institución académica, ajena por completo al terreno político y por encima de todo credo e ideología, y respondiendo a uno de los fines fijados en el Real Decreto 573/1976, de 26 de febrero, por el que se reconoce a Euskaltzaindia – Real Academia de la Lengua Vasca, a saber, el
fin de tutelar la lengua, no puede menos de reiterar la propiedad e idoneidad de la denominación Euskal Herria, nombre que pertenece a todos y que en modo alguno debe tomarse en sentido partidista, como lamentablemente ha sucedido y sucede. Todo ello sin perjuicio, claro está, de los nombres de cada uno de los territorios ni de las denominaciones político-administrativas.

En el año 2009, la Consejera de Educación del País Vasco Isabel Celaá (Partido Socialista de Euskadi-Euskadiko Ezkerra) preguntada sobre el uso del término en el currículum vasco confirmó que seguiría estando presente:

por la sencilla razón de que Euskal Herria existe, es el país del euskera y es un territorio de cultura y lengua común que compartimos los vascos […] un territorio donde se conjugan otros siete distintos (Euskadi, Navarra y las tres provincias vascofrancesas) y, por tanto, aparecerá una y otra vez en el currículum vasco […]

Aunque señaló que la Consejería iba a:

precisar exactamente lo que es Euskal Herria porque los niños tienen derecho a recibir una educación que sea científica, fundada en la realidad

negando que Euskal Herria fuese una realidad jurídico-administrativa:

una entidad jurídico-administrativa, como aparece en el prólogo del currículum que nosotros estamos intentando mejorar

Días más tarde, Iñaki Oyarzabal (Partido Popular) también defendió el uso del término Euskal Herria para definir a la realidad cultural vasca, alegando que:

Euskal Herria responde a una realidad cultural, a un paisaje lingüístico.

#### Pretensión de unión político-administrativa
| País    | Región |
| España  | Navarra Guipúzcoa Álava Vizcaya Enclave de Treviño (Burgos) Valle de Villaverde (Cantabria)                   |
| Francia | Del Departamento de los Pirineos Atlánticos, los territorios de: Baja Navarra Lapurdi Soule Esquiule (Bearne) |
| ------- | --- |

El territorio definido actualmente como Euskal Herria tuvo su primera complicidad política y unidad entre los siglos V y VIII (fue la unión de la mayoría de las tribus vascas como una sola) como respuesta a las continuas incursiones y ataques de los pueblos germánicos tras la caída del imperio romano. Durante el reinado de Sancho Garcés III el Mayor (1004-1035), el reino de Nájera-Pamplona, antecesor del Reino de Navarra, al reinar sus últimos seis años (1029-1035) sobre casi todo el norte cristiano peninsular, reinó sobre la mayor parte de los territorios vascos. Algunos autores defienden que incluyó entre sus dominios los correspondientes al País Vasco francés, sin abarcar sin embargo la Ribera Baja, que no sería conquistada a los musulmanes hasta el siglo siguiente. Por ello consideran el reinado de Sancho III como la única etapa en la que el pueblo vasco estuvo unido bajo la misma realidad política. Otros autores, como Armando Besga, opinan lo contrario.
Hoy en día diversos sectores (sobre todo nacionalistas vascos) defienden la unión política de los siete territorios históricos y tradicionales vascos en un ente político-administrativo común.
Existen diferentes proyectos políticos sobre Euskal Herria de cara a ese ente común, algunos defienden la creación de un estado propio e independiente de España y Francia (máximo objetivo del nacionalismo vasco), mientras que otros defienden una colaboración territorial entre las actuales instituciones existentes en dicho territorio. Hoy en día ninguna propuesta de unión se lleva a la práctica.[cita requerida]

#### Interpretación de Euskal Herria como nación
El concepto de Euskal Herria como nación es polémico. Además, algunos nacionalistas prefieren utilizar la expresión Euzkadi para denominar a la nación vasca.
Los nacionalistas vascos consideran que su patria debe ser soberana para poder autodeterminarse y decidir su estatus político, y para muchos de los que se sienten parte de dicha comunidad, su capital sería Pamplona.
El sentimiento «nacional» vasco tiene un grado muy diverso de apoyo en cada uno de los territorios. Un estudio de «Fórum Radio Euskadi» expone que en el País Vasco un 52% de los entrevistados lo considera una nación mientras esta creencia es apoyada por un 32% en Navarra y un 34% en el País Vasco francés.
Según datos del Euskobarómetro de junio de 2019 un 46% de los vascos asegura tener sentimiento nacionalista frente a un 50% que no. Un 38% de los vascos se considera tan vasco como español, un 26% solo vasco, un 25% más vasco que español, un 4% solo español y un 3% más español que vasco.

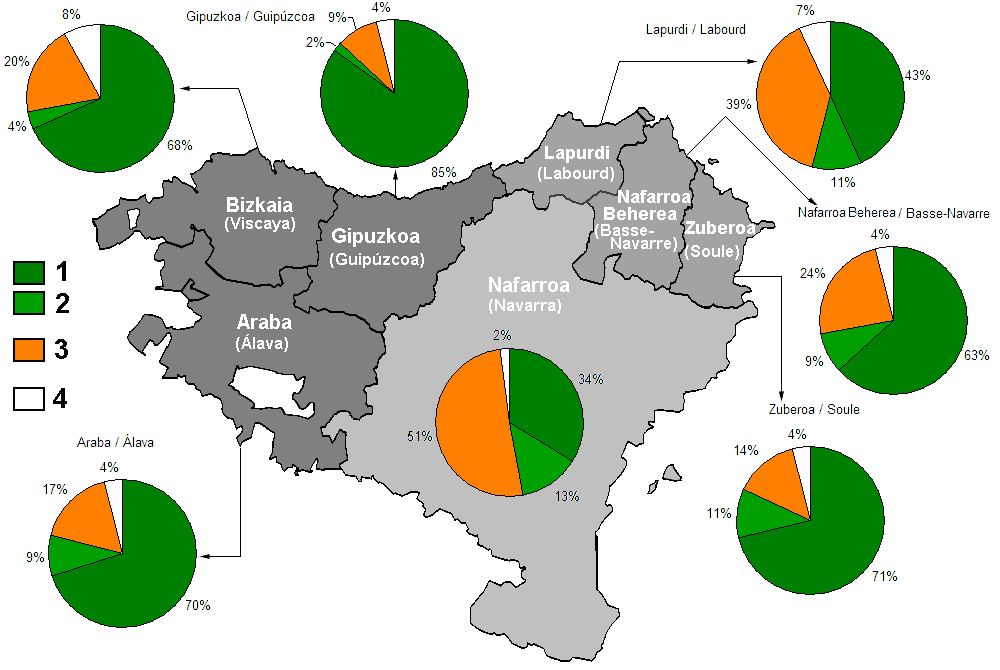
Clasificación de la población según la identidad cultural
¿Se considera Ud. vasco? 1: Sí - 2: Sí en cierta medida - 3: No - 4: No sabe/No contesta

Según datos del Navarrómetro en 2001 un 18 % de los navarros se considera solo navarro y un 21 % navarro y vasco mientras que un 44 % se considera navarro y español y un 6 % navarro, vasco y español. El mismo estudio en 2016 indica que un 45,1% se considera solo navarro, un 20,1 % vasco y navarro, un 8,9 % español, un 8,6 % vasco, navarro y español, un 6,8% navarro y español, un 5,4% solo vasco y un 5,1 % europeo. La identidad navarra alcanzaría un 80,6 %, la identidad vasca un 34,1 %, la identidad española un 24,3 % y un 66,7 % se considera de una u otra forma ciudadano europeo. 
En el País Vasco francés, según un estudio realizado por la Sociedad de Estudios Vascos un 36 % de los habitantes se consideran solo franceses, un 45% vascos y franceses al mismo tiempo (en mayor o menor medida, tanto más vascos que franceses como más franceses que vascos) y un 11 % se considera exclusivamente vasco.
Ante la perspectiva de un hipotético referéndum de independencia en el País Vasco, un 31% de los ciudadanos votaría sí, un 48% no, y un 21% no se pronuncia o no votaría.
Una encuesta del CIS hecha pública en el año 2012 refleja que el 42,6 % de los vascos estaría en contra de la independencia frente a un 41,5 % que estaría a favor, mientras que un 15 % no sabe o no contesta. Dicho estudio también muestra que el 36,9 % de los encuestados se siente vasco y español frente al 25,2 % que se siente exclusivamente vasco y un 5,9 % solo español.
Por los resultados electorales de los distintos partidos políticos en estos territorios, se puede inferir, con las debidas cautelas, que el sentimiento de pertenencia en exclusiva a una nación vasca podría ser solo mayoritario en Vizcaya y Guipúzcoa (que suman más del 60 % de la población total de Euskal Herria y cuyo territorio es algo mayor del 20 % del total).
El sentimiento vasco es variado en Euskal Herria, tanto en su forma de interpretarlo como en su presencia por territorio. El sentimiento de identidad vasca en Navarra es el más diverso y polémico políticamente. En una encuesta de 1994 el Navarrómetro decía que el 38 % de los navarros se consideraba muy o bastante vasco mientras que el 12 % se consideraba algo vasco y el 50 % se consideraba poco o nada vasco y según un estudio realizado por Fórum Radio Euskadi el 41,7 % de los navarros considera Navarra parte de Euskal Herria mientras que el 49,5 % no lo considera así.

## Geografía

Mapa de los territorios que constituyen Euskal Herria (nombres de los territorios en euskera)

El territorio ocupa una superficie de 20 664 km². Se ubica en el vértice occidental de los Pirineos y su litoral es bañado por el mar Cantábrico. Posee una población de aproximadamente 3 000 000 de personas, de las cuales alrededor de 2 600 000 tienen ciudadanía española y el resto, francesa. Euskal Herria se compone de siete territorios, a veces denominados con el término vasco lurralde o herrialde:
- Vizcaya
- Guipúzcoa
- Álava
- Navarra
- Baja Navarra
- Labort
- Sola

Hay dos territorios que el nacionalismo vasco considera como partes de Euskal Herria pero que administrativamente no pertenecen en la actualidad a ninguno de los territorios anteriormente citados; se trata del Enclave de Treviño que pertenece administrativamente a la provincia de Burgos (Castilla y León) y del municipio del Valle de Villaverde que pertenece a Cantabria.[cita requerida]

### Áreas metropolitanas
- Gran Bilbao: 868 745 habitantes

División por municipios

- Comarca de San Sebastián: 444 152 habitantes

- Área metropolitana de Pamplona: 346 716 habitantes

- Área funcional de Vitoria – Álava Central: 280 948 habitantes

- Área metropolitana de Éibar-Durango: 126 190 habitantes[cita requerida]

- Bayona-Anglet-Biarritz: 126 072 habitantes[cita requerida]

- Comarca de Tudela: 87 136 habitantes

### Extensiones y datos geográficos
| Territorio    | Capital                | Extensión (km²) | Población (2016) | Densidad (hab./km²) | Número de municipios |
| Euskal Herria |                        | 20 922,2        | 3 122 159        | 149,23              | 683                  |
| ------------- | ---------------------- | --------------- | ---------------- | ------------------- | -------------------- |
| Navarra       | Pamplona               | 10 421,0        | 640 647          | 61,48               | 272                  |
| Álava         | Vitoria                | 3 316,9         | 324 126          | 97,72               | 53                   |
| Vizcaya       | Bilbao                 | 2 236,7         | 1 147 576        | 513,07              | 112                  |
| Guipúzcoa     | San Sebastián          | 1 980,3         | 717 576          | 362,49              | 88                   |
| Baja Navarra  | San Juan Pie de Puerto | 1 323,3         | 31 750           | 23,99               | 74                   |
| Lapurdi       | Bayona                 | 859             | 243 466          | 283,43              | 41                   |
| Soule         | Mauleón                | 785             | 17 018           | 21,68               | 43                   |

### Sistemas montañosos

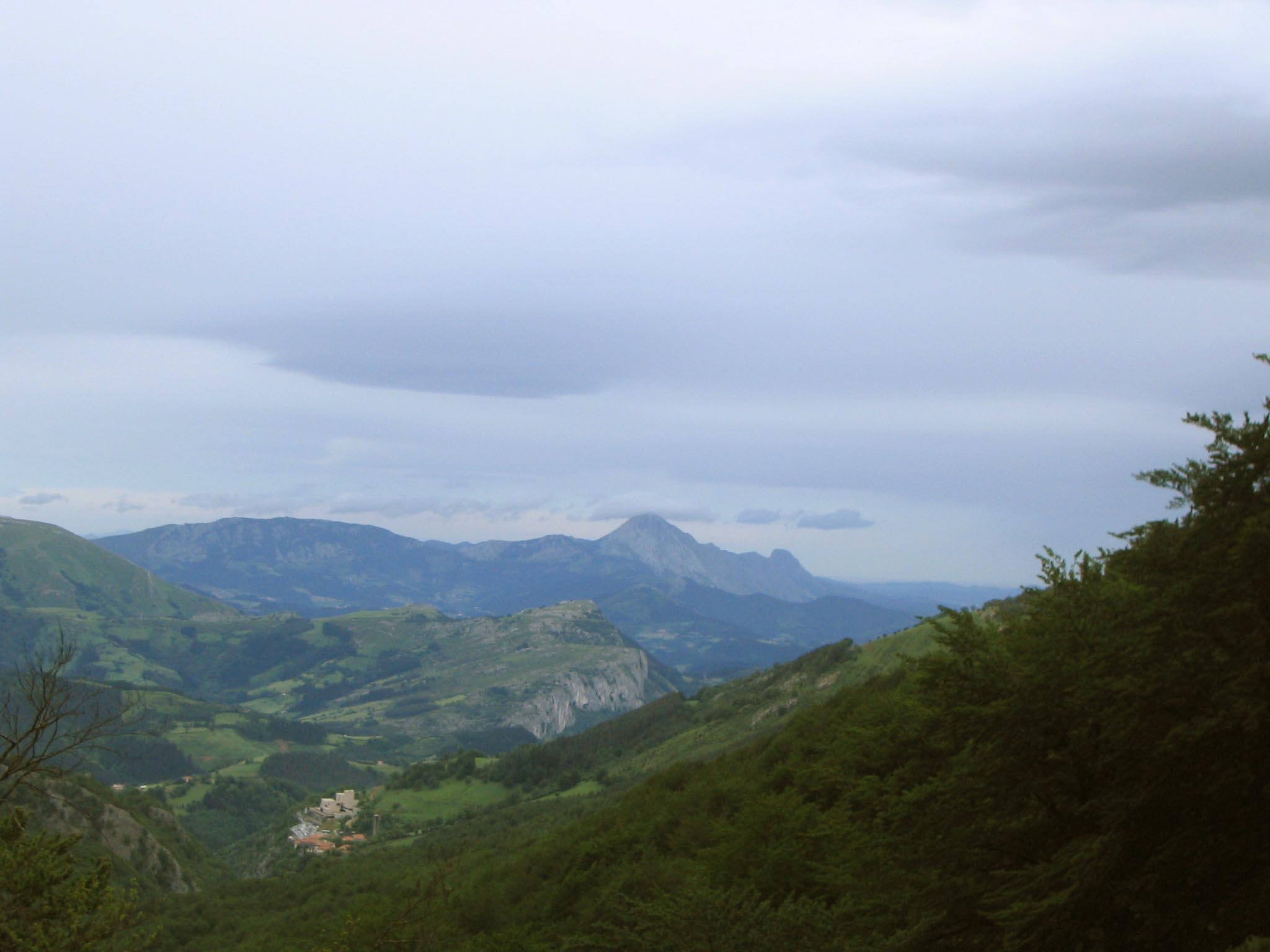
Panorámica desde Urbía, destaca al fondo los montes del Duranguesado con Amboto y Alluitz. Se aprecia claramente el santuario de Aránzazu al pie de la imagen

El territorio en el que se asienta el pueblo vasco es especialmente montañoso. La mayoría de sus sierras se encuentran en el eje oeste-este. La roca más frecuente es la calcárea, aunque también el granito.
Los picos más elevados se encuentran en el Pirineo, siendo la Mesa de los Tres Reyes el pico más alto. Esta cordillera nace junto al mar, asciende de oeste a este y el primer pico que supera los 2000 metros es el Orhi, de gran importancia mitológica.
Al sur de Navarra y Álava se encuentra la muga de la sierra de Toloño, la sierra de Cantabria y la sierra de Codés.
Entre estas dos principales cordilleras se encuentran los Montes Vascos. Poseen una orientación de este a oeste y están formados por sierras como Gorbea, Urbasa, Andia, Amboto, Ordunate o Aizcorri.

## Historia
El término de Euskal Herria engloba diferentes territorios y realidades políticas, únicamente la cultura y la lengua son el elemento común a todos ellos con las diferencias que son normales entre las diversas poblaciones. La visión del concepto de estos aspectos, cultura e historia, no debe tomarse como si Euskal Herria fuese una entidad política existente, más allá de lo expuesto anteriormente, ya que ello llevaría a una visión sesgada.
La lengua ha sufrido un progresivo proceso de pérdida de territorialidad, agudizado tras los 40 años de dictadura franquista, y se ha ido contrayendo alrededor del golfo de Vizcaya y de la franja pirenaica. Muchos de los territorios donde se habló euskera quedan fuera de lo que se entiende por Euskal Herria y en muchos de los territorios que la conforman el uso es minoritario.
En la historia se ha pasado por muy diversas etapas en las que esos territorios han estado bajo diferentes poderes, algunos centrados en ciudades que se mantienen en los que se entiende por Euskal Herria, como Pamplona, y otros en centros alejados de ellos.
Se engloba aquí una serie de datos históricos y culturales comunes y propios de las diferentes realidades políticas actuales (principios del siglo XXI). Cada una de esas realidades tiene en su propio artículo sus particularidades.

### Orígenes
Diversas hipótesis señalan que ya en la prehistoria los vascos, o diferentes tribus que hablaban lenguas muy similares y emparentadas con el actual euskera, ya habitaban las tierras que hoy componen Euskal Herria.
Las investigaciones paleogenéticas (estudios basados en el ADN mitocondrial) realizados por Peter Forster suponen que toda Europa fue colonizada por los habitantes de Iberia después de la última glaciación.
Los estudios de Alzualde A, Izagirre N, Alonso S, Alonso A, de la Rúa C. basados en el ADN mitocondrial de los restos humanos del cementerio prehistórico de Aldaieta (Álava), constatan que no hay diferencia entre estos enterramientos y el resto de los europeos atlánticos.
Los estudios realizados por René Herrera, de la universidad de Florida, así como por tres antropólogos de la UPV-EHU, Mikel Iriondo, María del Carmen Barbero y Carmen Manzano, encuentran diferencias entre los habitantes que, en la actualidad, pueblan los diferentes territorios vascos. Algunos señalan incluso diferentes tipos entre los vascos
Un artículo publicado en enero de 2003 en Investigación y Ciencia, la edición española de la revista "Scientific American", reseñaba un estudio de dos científicos alemanes (Elisabeth Hamell y Theo Vennemann) que indagaban sobre el origen común vasco y preindoeuropeo de casi toda Europa, basado en aspectos lingüísticos. Venneman afirma que: 

No caemos en la exageración si afirmamos que los europeos somos todos vascos.

Pero la propuesta de Venneman ha sido muy criticada por los vascólogos y no es aceptada por muchos de los especialistas en lingüística.
Ya a principios del siglo XIX el escritor y estudioso Juan Antonio Moguel exponía en su libro "Historia y geografía de España ilustrada desde el idioma vascuence" (estudio de la etimología de los topónimos de la península ibérica realizada desde el euskera) que los antiguos habitantes de Iberia hablaban lenguas de una misma familia a la cual pertenece el euskera actual coincidiendo con su contemporáneo el científico alemán Wilhelm von Humboldt, defensor del vascoiberismo, esto es, de que el vascuence es un descendiente directo del íbero.
La hipótesis de la vasconización tardía sostiene que los vascos actuales proceden de Aquitania.[cita requerida]

### Roma
Según los historiadores romanos Plinio, Mela, Floro o Silio Itálico los territorios de la actual Euskal Herria estaban habitados por varias tribus cuyo idioma y filiación son desconocidos.
Los políticos e historiadores romanos diferenciaron a los vascones de los várdulos, caristios y autrigones. Los vascones ocupaban parte de Navarra y Aragón, y dependían administrativamente del convento caesaraugustano, cuya capital era la actual Zaragoza. Los várdulos, caristios y autrigones habitaban en lo que hoy conocemos como Guipúzcoa, Vizcaya y Álava (respectivamente) y su dependencia administrativa era del convento cluniense, cuya sede estaba en Clunia, en la provincia de Burgos. Aunque hay diversas teorías que consideran que los vascones se extendieron por los territorios vascongados (de ahí el término) y que por esa razón se habla euskera y se mezclaron con los celtas que huían de la presión romana en el Ebro, creando los dialectos del Euskera.
El geógrafo romano Estrabón cita a los vascones como límite de los pueblos celtas del norte de España. Cayo Julio César, en su libro «De Bello Gallico», explica que el río Garona divide a los galos de los aquitanos. Muchas inscripciones aquitanas de los primeros siglos de nuestra Era incluyen palabras que parecen euskara antiguo: ILVURBERRIXO, ANDEREXO, ASTOILVN, SEMBETTEN, BIHOSCIN, SENNICO, HARBELEX, CISON, CISSON, HARSORI, HERAVS, VM·ME·SA·HAR.
La romanización fue fuerte en algunas de estas tierras, especialmente en el sur de Navarra. Hay testimonios de esta romanización en ciudades importantes y restos de importantes minas de hierro u otras industrias. Pamplona y Bayona, por ejemplo fueron asentamientos fundados por los romanos.
La caída del Imperio romano dio paso a los asentamientos y posteriores reinos visigodo y franco y la implantación por parte de los francos del ducado de Vasconia en Francia.
Algunos historiadores opinan que los visigodos no llegaron a dominar a los vascones.
Con posterioridad a la época romana, los siguientes mapas suponen la existencia de Vasconia, Gascuña o tierras de vascos hacia el 500 d. C. y 600 d. C.  y entre 526-600 d. C.

### Roncesvalles
En el año 778 tiene lugar la Batalla de Roncesvalles donde los vascones (algunas teorías sostienen que fueron los musulmanes, que apoyaban a sus parientes de Pamplona) derrotaron a la retaguardia del ejército de Carlomagno. Este atravesó los Pirineos para apoyar al gobernador musulmán de Zaragoza, Sulaiman ibn Yazqan ibn Al-Arabi contra el poder central de Al-Ándalus y en su camino nombró delegados en Pamplona que por aquel entonces estaría poblada por pamploneses, que eran libres e independientes según J. Arbeloa (Orígenes del reino de Navarra. San Sebastián, 1969). Una vez reunidos los ejércitos francos (franceses) en la ciudad zaragozana el gobernador decide no respetar el pacto suscrito y no entregar la ciudad por lo que Carlomagno ordena su sitio. La rebelión de los estados sajones, liderados por Wittekind, desbarata los planes de Carlomagno que levanta el sitio. En su regreso a Pamplona, se encuentra que la ciudad ha rechazado a sus delegados por lo que destruye las murallas y se encamina a Roncesvalles el 15 de agosto del 778.
En esa batalla los francos fueron derrotados por los irritados navarros, pero los franceses crearon la leyenda épica, en la que Roland (Roldán), prefecto de la marca de Bretaña, hizo sonar su maravilloso olifante de marfil para advertir al resto del ejército del ataque, y cuando él y los doce paladines imperiales fueron heridos, arrojó al agua su gloriosa espada "Durandal" a fin de que no cayera en manos del enemigo. La copia del Cantar de Roldán (la “Chanson de Roland”) que se conserva en el llamado “Manuscrito de Oxford”, compuesta por 4002 versos agrupados en estrofas, describe la partida carolingia hacia tierras aquitanas y el descalabro que sufrió la retaguardia que mandaba el conde Roldán, que lo convertiría en héroe de las canciones de gesta. Además de él, en el combate murieron, entre otros muchos, Eggihard, mayordomo de la mesa real y Anshelm, conde palatino.
En euskara moderno, la palabra "erraldoi" ("gigante") parece proceder de una variación medieval del término que en castellano ha tomado la forma de "Roldán".

### Navarra en auge
En la segunda mitad del siglo IX y siglo X se establece el Reino de Pamplona, siendo su primer rey histórico Íñigo Arista (Eneko Aritza), que obtuvo el apoyo de la mayoría de las familias del territorio bajo su dominio, así como el de los Banu Qasi musulmanes del valle del Ebro.
De los siglos xi al xvi el Reino de Navarra se cristianiza y se alfabetiza tomando el estilo del romance, que desplaza al vascuence (euskera), al hebreo y al árabe como lengua comercial (Ordenanza de Huesca en 1349). La Lingua Navarrorum (Euskera) vive en esta época dos puntos culminantes: el establecimiento del Estudio General de Tudela en 1259 y el de la Universidad de Oñate en 1540.
Sancho Garcés II "Abarca" (970-994) y conde de Aragón (943-994) fue el primero que se autodenominó Rey de Navarra, según consta en los Anales del Reino de Navarra: "reinando Yo, D. Sancho, rey de Navarra, en Aragón, en Nájera y hasta Montes de Oca".
En tiempos de Sancho III el Mayor (1004-1035) los dominios del Reino de Nájera-Pamplona, que incluía Navarra (salvo La Ribera), noroeste de Soria, La Rioja, las actuales tres provincias vascongadas, Castilla, Aragón, Sobrarbe y Ribagorza desde 1032 a 1035, alcanzaron su mayor extensión territorial.
Según algunos historiadores (como Ramón Menéndez Pidal o Justo Pérez de Urbel), Sancho III, el denominado Rex Navarrae Hispaniarum y Rex Ibericus fue el primer rey con conciencia de la "unidad de España" forjando el primer "imperio español"; según otras ideologías vasquistas fue el unificador de los territorios vascos. En cualquier caso, la presunta unificación hispánica solo duró tres años, ya que, a su muerte, se repartió su reino entre sus hijos. Y la presunta unificación vasca, cinco años más, ya que el año 1040 el señor de Vizcaya se declara vasallo del rey de Castilla.
Tras la muerte de Sancho III en el año 1035, su testamento, siguiendo la tradición navarra, traspasa el reino a su primogénito, García "el de Nájera", debiendo rendir el resto de sus hijos vasallaje a este [cita requerida]("sub manu"), pero lo que realmente sucedió es que esos vasallos crearon reinos independientes estableciéndose la nueva estructura política del siglo XII con los reinos de Nájera-Pamplona (posteriormente reino de Navarra), Aragón y Castilla.

### La decadencia de Navarra
Entre 1076 y 1134 el reino de Nájera y de Pamplona está incorporado en la corona aragonesa de la que se separa en el reinado de García Ramírez.
En el de Sancho el Sabio (1150-1194) pasa a llamarse Reino de Navarra y continúa la pérdida territorial: en el año 1200, bajo el reinado de Sancho el Fuerte (1194-1234), pierde los actuales territorios de Álava, Guipúzcoa y el Duranguesado, que son conquistados por el monarca castellano cuando el rey navarro estaba en Murcia, en busca de aliados.

Arrano beltza, sello del rey Sancho el Fuerte

Escudo de armas de Navarra con cadenas y esmeralda, registrado por primera vez en 1423 en el documento de Carlos III, el Privilegio de la Unión

El "Arrano Beltza", un "águila negra" sobre fondo amarillo, sello de Sancho VII el Fuerte (1194-1234), es el símbolo actual del nacionalismo vasco más independentista.
El actual escudo de Navarra rojo con las cadenas en torno a una esmeralda verde surge a mediados de siglo XII, con la adopción de la moda heráldica por el rey Sancho VI de Navarra (1150-1194) como evidencian ejemplares conservados de sus sellos personales. Existe una leyenda que identifica estas cadenas con las que supuestamente se llevó Sancho el Fuerte como botín durante la batalla de las Navas de Tolosa contra las tropas de Miramamolín en 1212. El sucesor de Sancho VII, Teobaldo I de Navarra, adoptó en cambio para su primer sello las formas primitivas de Sancho VI, cuyas armas empezaron a ser difundidas pintadas en forma de escudo defensivo con el blocado característico de refuerzo. El dibujo de este blocado fue evolucionando hasta adquirir un significado emblemático y adoptar la forma de las celebradas "cadenas de Navarra".
Navarra, separada ya de los otros territorios peninsulares de Euskal Herria, se ve obligada a orientar su política de expansión hacia el norte y este, territorios vascofranceses de Ultrapuertos, y la franja fronteriza con Aragón.
La muerte sin descendencia de Sancho VII el Fuerte, a pesar de haber dejado un pacto de prohijamiento con Jaime de Aragón, supone la entronización en Navarra durante casi dos siglos de dinastías francesas (la de Champaña, la Capeta y la de Evreux) que también dispondrán de territorios en Francia y descuidarán en diverso grado el gobierno del pequeño reino.
El castellano, lengua administrativa de la época, funciona con dificultad en 1219 entre la población rural. Así los múltiples pleitos como el privilegio otorgado por el Merino Mayor de Castilla a los vecinos del valle riojano de Ojacastro, de ser atendidos en euskera.
La presión de Castilla y Aragón hace que, buscando la supervivencia del reino, a la muerte de Sancho VII el Fuerte en 1234 sin descendencia, este entre en la órbita de Francia con la instalación de la casa de Champaña (1234-1274) y, posteriormente, de los Capetos (1274-1328). La casa de Évreux (1328-1425) inaugura una etapa de interesantes relaciones peninsulares y europeas, sobre todo con Carlos II. Carlos III el Noble (1387-1425) destaca por la prosperidad material y cultural que se desarrolló en Navarra.
Al morir Carlos III, se inicia el turbulento reinado del infante aragonés Juan II (1425-1479), que pondría la semilla para la futura desintegración del reino. Juan II estaba casado con la titular y heredera de la corona, Blanca I de Navarra. El testamento de Blanca, otorgado en 1439, dos años antes de su muerte, establecía que el príncipe Carlos de Viana no debía ceñirse la corona sin la aquiescencia de su padre, el cual nunca la concedería. Así, Carlos de Viana desempeñó, a regañadientes, la lugartenencia del reino, en tanto que su padre, el ambicioso infante Juan, tomaba parte destacada en la liga nobiliaria castellana contra el favorito Álvaro de Luna, sucedía a su hermano Alfonso el Magnánimo en la corona aragonesa (1458) y se casaba con Juana Enríquez (1447), hija del Almirante de Castilla a fin de apuntalar su posición dentro de la liga nobiliaria castellana. El matrimonio hacía decrecer sus derechos a mantener la corona navarra, ya que la mantenía en concepto de rey viudo de la titular de la corona, pero al casarse de nuevo dejaba de serlo.
Carlos de Viana ocupó la lugartenencia del reino de forma pacífica hasta 1449. Ese año, su padre volvía a Navarra y tomaba el control del gobierno, suprimiendo la lugartenencia. Además, colocó a personas adictas, contrarias al bando beaumontés, que apoyaba al príncipe, en los puestos claves de la administración. La Guerra Civil de Navarra estalló finalmente en 1451 con dos bandos claramente diferenciados. Los agramonteses apoyaron a Juan II de Aragón y los beaumonteses a Carlos de Viana. Los dos bandos se enfrentaron en la batalla de Aibar (25 de octubre de 1451) resultando el príncipe capturado por su padre. El príncipe permanecería en prisión hasta 1453 y sería desheredado por su padre dos años después.
La guerra fue ganada por Carlos de Viana, pero este murió en extrañas circunstancias (corrieron rumores de que había sido envenenado por Juana Enríquez). Así pues, con el reinado de su hermana Leonor, entró la dinastía de Foix, aunque una generación después cambiaría a Albret, con el matrimonio entre Catalina de Foix y Juan III de Albret.

### La conquista de la Navarra peninsular por Castilla
Entre 1512 y 1524 se produce la Conquista de Navarra en la que Fernando el Católico (hijo de Juan II y Juana Enríquez) y rey consorte de Castilla, invade militarmente Navarra con unas poderosas tropas bajo las órdenes del duque de Alba. Esta vez los agramonteses se decantaron por los reyes legítimos de Navarra (Catalina y Juan) y los beaumonteses por Fernando el Católico. Y así Fernando el Católico logró ocupar el Reino de Navarra con el apoyo del papa Julio II, alegando que los reyes navarros eran aliados de Luis XII de Francia, enemigo de la Liga Santa, en la que participaban tanto España como los Estados Pontificios. En 1515, por el Tratado de Burgos, Navarra es anexionada por la Corona de Castilla. En esta reunión no estuvo ningún navarro presente. Años después, Juan de Albret primero y posteriormente Enrique II de Navarra intentaron recuperar el territorio navarro al sur de los Pirineos pero no les fue posible ante la llegada del invierno. En su retirada, la retaguardia del ejército de Albret fue atacada, produciéndose la llamada batalla de Velate donde se requisaron unos valiosos cañones y no estando claro por los historiadores el grado de enfrentamiento que se produjo. El intento más importante se realizó en 1521 reinando ya Carlos I de Castilla (y aprovechando la guerra de las Comunidades de Castilla). Se consiguió recuperar en poco tiempo, gracias al alzamiento generalizado de los navarros de casi toda Navarra. Posteriormente el 30 de junio de 1521 (ya finalizada la guerra en Castilla) se produjo la Batalla de Noáin donde la derrota de las tropas franco-navarras determinó el destino de Navarra. Aún se produjeron dos focos de resistencia: uno en la Batalla de Maya (1522), donde hoy un monolito recuerda la batalla, y el fin de la independencia de Navarra, y otro, hasta febrero de 1524, en el Castillo de Fuenterrabía.
El Reino de Navarra bajo dominio de la casa de Albret-Foix se redujo a los territorios al norte del Pirineo (Baja Navarra) (ver mapa anterior). En 1594 Enrique de Navarra fue coronado rey de Francia, siendo el primer Borbón que accedía al trono francés.

### Los fueros
Durante mucho tiempo, cada uno de los territorios vascos, las ciudades y las villas conservaron sus diferentes fueros particulares (en Vizcaya el fuero de Vizcaya para la tierra llana de Vizcaya, el Duranguesado y las Encartaciones para estos dos desde finales del siglo XVI, fuero de Logroño para Bilbao o Bermeo, etc.; en Guipúzcoa el fuero de Guipúzcoa; en Álava el fuero de Ayala y el de Vizcaya; en Navarra el de Navarra; etc.), que no fueron abolidos por los reyes españoles y franceses.
La situación cambió con la Revolución francesa. En los territorios franceses, al norte del Pirineo, los fueros resultaron derogados inmediatamente.
La parte sur, la española, fue uno de los escenarios principales de las guerras carlistas donde la población urbana apoyaba a los liberales y la población rural apoyaba a los carlistas. Diferentes reyertas, además de las guerras carlistas se produjeron desde el anuncio de la suspensión de los fueros. El resultado fue la pérdida de gran parte de los fueros de las Provincias Vascongadas en 1876 tras la derrota carlista.
En Navarra, sin embargo, una ley permitió conservar gran parte de los fueros originales. Esto fue debido al entusiasmo de la élite navarra con el liberalismo, que creó una doctrina llamada fuerismo liberal donde se abogaba por adaptar los fueros al Estado liberal.

## Etnografía
José Miguel de Barandiarán, maestro en la antropología, etnografía y mitología vasca expresó lo siguiente del pueblo vasco:

El pueblo vasco es actualmente un grupo étnico y cultural perfectamente definido. Son muchos los hechos diferenciales que han contribuido a perfilar su personalidad y le han dado un matiz característico. Tales hechos brotan de la vida y de la cultura del pueblo vasco. Y esta cultura y esta vida tienen sus antecedentes, los cuales, no aisladamente, sino constituyendo un proceso orgánico, articulado con las vicisitudes de otros pueblos, forman la historia vasca.

Las palabras de Andrés Ortiz-Osés, miembro del Círculo de Eranos, también son aclaratorias al respecto y justifican las diferencias respecto a los pueblos indoeuropeos:

Hoy la cultura autóctona vasca representa el último reducto en el contexto de la cultura indoeuropea patriarcal-racionalista. La cultura autóctona vasca, en efecto, es pre-indoeuropea y pre-patriarcal: los vascos, provenientes de una evolución autóctona pirenaica de Crogmanon, existían como tal etnia ya antes de las famosas invasiones patriarcales de los indoeuropeos.

Por este motivo, sus peculiares características fueron objeto de atención de investigadores internacionales entre los que destaca el alemán Wilhelm von Humboldt, cuyas visitas relata Arturo Farinelli.

### Idioma

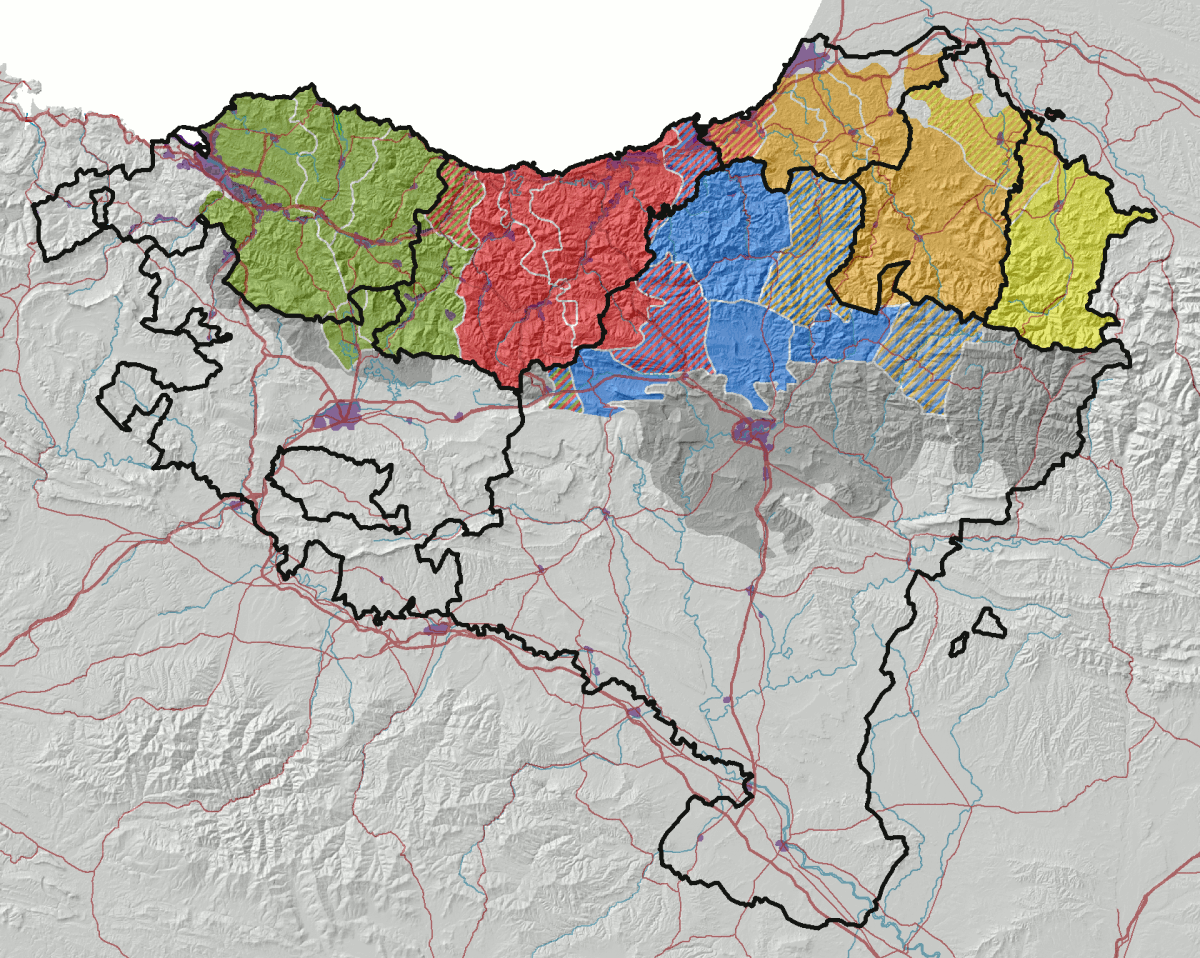
Distribución actual de los dialectos del euskera, según Koldo Zuazo:
dialecto occidental
dialecto central
dialecto navarro
dialecto navarro-labortano
dialecto suletino
zonas hispanófonas que eran vascófonas en el (de acuerdo con el mapa de Luis Luciano Bonaparte)

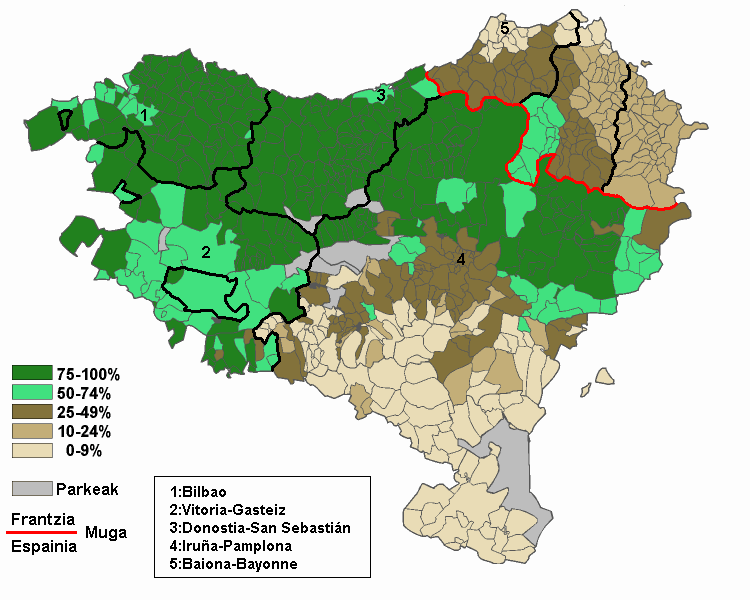
Porcentaje de alumnado matriculado en Euskera (2000-2005)

El pueblo vasco tiene su propio idioma, el euskera, aparte del español y el francés. También encontramos de manera mucho más minoritaria el gascón y el romaní que han conservado algunos de los gitanos autóctonos.
Hoy en día, prácticamente todos los vascos hablan las respectivas lenguas estatales (español y francés). En toda Euskal Herria, aproximadamente un tercio de los vascos hablan euskera, una lengua no indoeuropea. Esta lengua única y aislada ha llamado la atención de muchos lingüistas, que han tratado de descubrir su historia y su origen.
En la zona del Bajo Adur, que incluye las poblaciones labortanas de Bayona o Anglet el gascón (dialecto del occitano) es la lengua tradicional (el euskera hablado actualmente se introdujo a partir del siglo XIX debido a la migración de la población vascohablante del interior) y francés. Debido a ello, esta zona es considerada por los occitanistas como parte de Gascuña y actualmente es una zona trilingüe.
La población vascoparlante va en ascenso, fundamentalmente debido a la cooficialización del euskera en los tres territorios de la comunidad autónoma del País Vasco, su apoyo y fomento por parte de las instituciones y su implantación en el sistema educativo. En Navarra, el euskera tiene la consideración de lengua propia junto con el castellano aunque no es cooficial en todo el territorio, en tanto que en País Vasco francés ni siquiera es oficial, aunque se permite su enseñanza.
En 2003 el Departamento de Cultura del Gobierno Vasco destacaba que mientras que en el País Vasco el porcentaje de población vascoparlante subía 5 puntos, en Navarra apenas lo hacía 1, en tanto que en el País Vasco francés descendía en 9 puntos. Esto hizo una subida de 3 puntos porcentuales en total.
La "IV Encuesta Sociolingüística" del Gobierno Vasco realizada en 2006 apunta que seis de cada diez vascos tienen algún conocimiento de euskera y había ganado 137 000 hablantes en los últimos quince años, aunque de manera desigual. En ella se constataba que la revitalización del euskera avanzaba en la comunidad autónoma del País Vasco, especialmente en Álava al subir del 7,8% al 14,2%, y en Navarra, mientras que en el País Vasco francés continuaba su retroceso pasando del 24,4% al 22,5%, si bien la regresión aminoraba su ritmo. El conocimiento del euskera estaba en aumento, sobre todo en la población joven, en todos los territorios.
En 2008 se constató un aumento creciente de la población que estudiaba euskera en Navarra quedando en un 18 % el porcentaje de personas que tenían conocimientos de esa lengua en Navarra, en el 52 % en Guipúzcoa, en Vizcaya el 31 % y en Álava el 25 %.
Artículos relacionados
- Dialecto alavés
- Dialecto alto-navarro
- Dialecto bajo-navarro
- Dialecto guipuzcoano
- Dialecto labortano
- Dialecto roncalés
- Dialecto suletino
- Dialecto vizcaíno
- Euskera batúa

### Mitología vasca

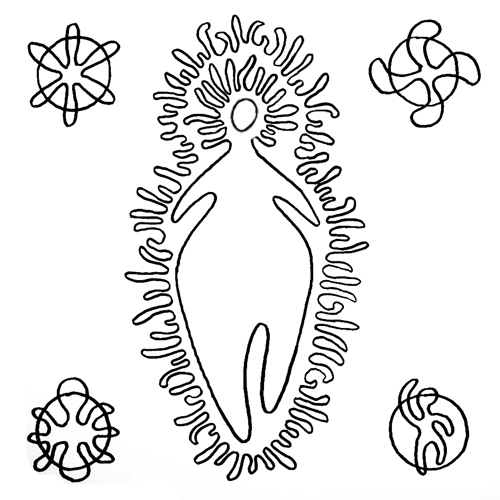
Representación de Mari, la Madre Diosa

La mitología vasca es una mitología de estrato pre-indoeuropeo y matriarcal, siendo la Diosa Mari el motivo central alrededor del que giran muchas de sus leyendas. Sus sacerdotisas, las sorginak, fueron demonizadas con la llegada del cristianismo y perseguidas, como en el caso de Zugarramurdi, aunque ello no impidió que el culto familiar a los antepasados siguiera siendo dirigido por las etxekoandre (la madre del hogar o caserío) y sus prácticas de curanderas fueran retomadas por las emaginak (comadronas).
Otras figuras a destacar son las lamiak o laminak, númenes que habitaban en las orillas de los ríos, y los jentillak (literalmente, paganos); de estos últimos solo sobrevivieron al advenimiento de Kixmi (Cristo) los basajaunak (señores de los bosques) y Olentzero, quien se convirtió al cristianismo.
La influencia de creencias indoeuropeas es distinta dependiendo del territorio histórico en ciertos casos, pues mientras en la mayoría el Sol es tratado como una divinidad femenina (Eguzki amandrea o abuela sol) a quien se le reza cuando se pone y se trata con respeto, en Vizcaya, probablemente debido al influjo celta, tomaba forma de genio masculino bajo el nombre de Ekhi.
Estas creencias han sobrevivido hasta el siglo XX de manos de artistas vascos que han nacido y crecido con la magia de la mitología como Néstor Basterretxea o Patxi Xabier Lezama Perier con interpretaciones de los antiguos dioses mitológicos vascos, muchas veces de forma independiente en cuentos o leyendas y en otros casos en idiosincrasia con creencias cristianas, donde lo pagano era perseguido e identificado con el Demonio. Hay que destacar en el estudio de la mitología vasca el trabajo realizado por antropólogos como Joxemiel Barandiaran, José María Satrustegi o Caro Baroja.

### Deporte rural vasco
Entre los deportes tradicionales y típicos nos encontramos la pelota vasca y el deporte rural vasco que están muy arraigados en todo Euskal Herria.
La pelota vasca es otro deporte característico del país. Se juega en los frontones, con distintas modalidades tradicionales, siendo la pelota a mano, cesta-punta, remonte, pala y trinquete las más conocidas. Este deporte se ha extendido por todo el mundo, en especial en los países hispanos teniendo una presencia relevante en Florida (EE. UU.). Hay frontones importantes en las principales ciudades del mundo hispano, incluido el Jai Alai de Manila. La afición pelotatzale (a la pelota) está extendida por buena parte del norte de la península, e incluso encuentra aficionados en Valencia.

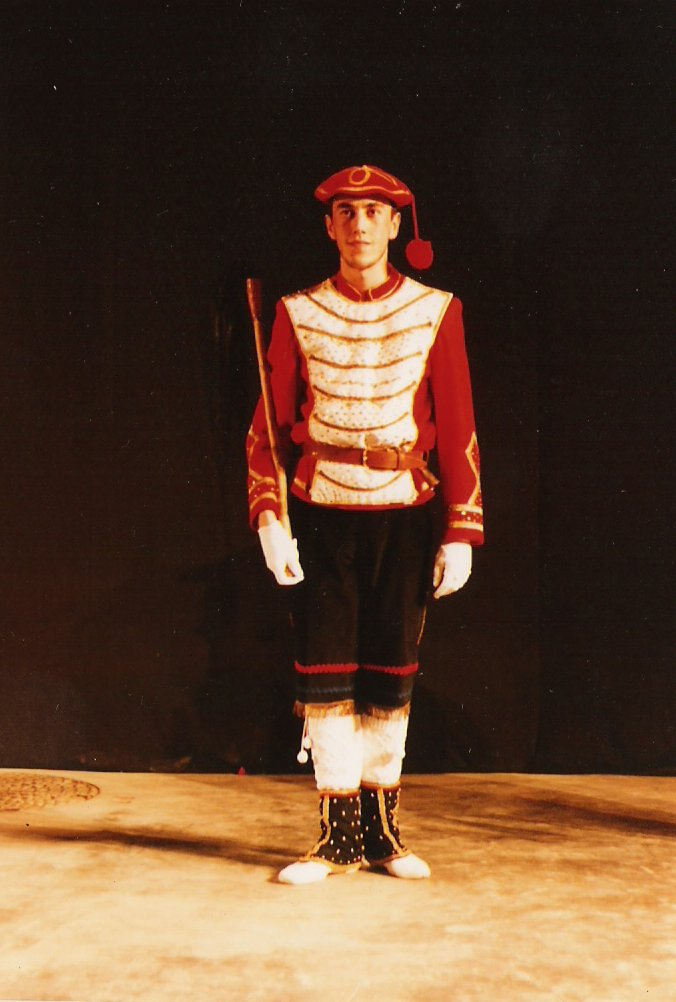
Dantzari

No se debe olvidar la tradición vasca de las regatas de traineras, que junto con otros pueblos cantábricos realizan un circuito de campeonatos disputándose las famosas "banderas", por el País Vasco participan: C.R. Arkote, Plencia (Vizcaya), Hondarribia A.E., Fuenterrabía (Guipúzcoa), Zarautz Inmobiliaria Orio, Zarauz (Guipúzcoa), C.R.O. Orio, Orio, (Guipúzcoa), Getariako A.E Guetaria, (Guipúzcoa), Pasai Donibane, Pasajes (Guipúzcoa), Zumaya (Guipúzcoa), Urdaibai A.E., Bermeo (Vizcaya) y Kaiku A.K.E (Sestao) (Vizcaya).
Otros deportes vascos tradicionales o deportes rurales, están ligados al trabajo en los caseríos (baserriak) y a la afición de los vascos por los desafíos entre distintos deportistas de la zona, en los que se cruzaban apuestas entre los vecinos a favor de alguno de los contendientes, esta tradición se sigue conservando hoy en día, siendo la apuesta un componente muy importante en los espectáculos deportivos rurales vascos (también en la pelota vasca). Los principales deportes rurales vascos que aún se conservan son: el levantamiento de piedra, donde el récord supera los 300kg (harrijasotzaileak), el corte de troncos (aizkolariak), el corte de hierba (segalariak), el llevarse la soga uno de los dos equipos tirando cada uno de ellos desde su mitad hasta uno de los dos extremos (soka-tira) y las pruebas de arrastre de grandes piedras con una yunta de bueyes (idi-probak).

### Danzas
Las danzas vascas son una parte muy importante de la cultura vasca y de su folclore. Cada pueblo y villa tiene sus propios bailes, que aunque han sido estudiadas por territorios no siempre implica un directo parentesco entre ellas. Los primeros estudios de estos bailes se remontan a Manuel de Larramendi y su Coreografía o descripción general de la muy noble y leal Provincia de Guipúzcoa (1756), aunque se tiene constancia de estos ya en el siglo XVI, pues estos acompañaban a los astolasterrak, piezas de teatro popular de tono humorístico.
Centrándonos en las diferentes tipologías de danza, no se puede pasar por alto tres formaciones características de realización:
- Los bailes de romería o plaza, basados en los bailes que se celebraban en las romerías y cuya participación era popular y espontánea han pasado a engrosar el repertorio de los grupos de danza establecidos, si bien es verdad que todavía se vienen realizando en todas aquellas romerías, sobre todo en los lugares rurales del país, este tipo de bailes populares y espontáneos que invitan a participar libremente a todos los romeros y visitantes.

- Las danzas de espadas, las danzas de espadas, que tienen un paralelismo evidente con las europeas del mismo tipo. Su realización, siempre ligada a la conmemoración o a rendición de honores, está ligada a la danza ritual donde el pueblo apoya con respeto a cada colectivo de danzantes.

- Las danzas de fin de fiesta, este tipo de bailes se realizan para marcar el fin de unas fiestas o de un periodo concreto, como el carnaval, han servido de simbólico colofón al desenfreno festivo, representado en el golpeo, vapuleo y quema del pellejo de vino inflado y vacío. Es el fin de un ciclo y el comienzo de otro.

## Cultura

### Literatura
La literatura en lengua vasca es tardía y está fuertemente condicionada por la diglosia y la falta de oficialidad y unidad de este idioma. Como en otras culturas europeas, la literatura en vascuence se ha transmitido tradicionalmente de forma oral. A menudo la lengua vasca se ha transmitido mediante la música, sea con baladas, coplas o villancicos, además de cuentos, leyendas y también mediante el teatro de temática pastoral, así como en el versolarismo o arte de cantar poesía en vasco.
Las características principales de la literatura en euskera son las siguientes:
- Es fruto de una lengua sin oficialidad ni unidad: el haber sido nacido en una comunidad de hablantes tan reducida ha tenido un importante impacto en la literatura escrita, sobre todo a medida que avanza la historia y los límites de las lenguas y pueblos se debilitan y difuminan. La historia de la lengua vasca se dice que es la historia de su supervivencia y la de un pueblo cosa que marcará a todos los autores, convirtiéndose junto con la temática religiosa el compromiso (cuyos primeros pasos serían el apologismo de Larramendi) hacia el euskera uno de los pilares alrededor de los cuales giraran distintos movimientos.

- Ha nacido entre estados cuyas lenguas son romances: Euskal Herria se encuentra entre lo que han sido los centros culturales y políticos de occidente, siendo estos estados competidores entre sí depositarios de la tradición latina. Es por ello que este pueblo que ha guardado su antigua habla ha recibido la influencia latina, que se ve reflejada sobre todo en la Escuela de Sara y otros autores religiosos de la época debido al uso abundante de citas a autores clásicos y cristianos que estos hacían en sus textos en prosa.

- Ha tenido como fin principal la enseñanza religiosa: el padre Barandiarán (tal y como recoge Martín Ugalde en su Síntesis de la historia del País Vasco o el mismo religioso en su Hombre Primitivo en el País Vasco) defendió en vida la cristianización tardía del pueblo vasco, alegando que en la misma navarra hasta el siglo XX se habían conservado creencias paganas en idiosincrasia con las cristianas. Es esta la razón que se ve detrás de la insistencia de la Iglesia católica por cristianizar y extender el catecismo entre el pueblo valiéndose del euskera (después de la Contrarreforma). Esta religión vino a veces impuesta por la política del momento, pero en otras ocasiones la Iglesia católica misma utilizó el idioma mismo (el euskera) y la literatura como muro contra los cambios y nuevas ideologías surgidas, este sería el caso del protestantismo o de los enfrentamientos periodísticos de Jean Hiriart-Urruti y los republicanistas franceses.

- La poesía siempre ha tenido más peso que la prosa: así ha sido el comienzo de la mayoría de idiomas, pues la prosa exige un lector, es decir, gente alfabetada que la lea. Los cantos, bertsos, eresiak y cantares, no han necesitado más que ser cantados. Es por ello, que como en otras literaturas, son abundantes las coplas y cantares de melodías que eran y son conocidas para el pueblo. Fruto también de esto sería la abundancia de composiciones líricas de carácter popular, frente a la poesía culta, que casi hasta finales del siglo XIX no conseguiría despegarse de la influencia del bertsolarismo en el uso de metros sobre todo.

- Escasa implantación de la imprenta o la "problemática de la imprenta": a diferencia del resto de lenguas romances al parecer la imprenta tuvo escasa implantación de manera que obras no religiosas como Peru Abarca tuvieron que ser transmitidas mediante manuscritos incluso a finales del Plantilla:Siglos. Se ha debatido mucho y sacado poco en claro, se alega por una parte la existencia de una censura tanto en Francia como en España durante los siglos posteriores al cisma de occidente, por otra parte que no existía suficiente producción para la implantación de estas o la no necesidad de estas por parte de las autoridades, que se habrían valido de otros medios para transmitir edictos reales y parecidos. Tal y como demuestra la publicación de edictos reales en euskera durante el Reino de Navarra la imprenta había sido implantada en Vasconia por lo tanto uno de los argumentos sería rechazado (aunque la mayoría de textos religiosos eran publicados fuera de Euskal Herria y la existencia de un edicto de 1766 del conde de Aranda prohibiendo publicar en euskera (1766)[75]) [cita requerida], pero el de la censura cobraría fuerza a la luz de los largos periodos que pasaban las obras entre que eran escritas, pasaban la censura de la inquisición y finalmente publicadas. Este fue el caso de Juan de Tartas, cuyas obras a pesar de ser religiosas tardaron en ser impresas y además (al igual que en el caso de otros autores de la época) sufrieron el denominado "mal de la imprenta". Es decir, la alteración de la obra debido a la ortografía afrancesada y la supresión de la mayoría de los signos de puntuación, hasta el punto de ser extremadamente complicada su lectura y comprensión.

- Su estudio es relativamente reciente: exceptuando el caso de Oihenart quizá, no ha habido ningún autor hasta bien entrado el siglo XIX que se haya interesado por la historia de la literatura en euskera, lo cual añadido a la problemática de la imprenta ha hecho que descubrimientos como el manuscrito de Joan Amendux (1969), Ibarguen-Chopin o Lazarrraga (2004) hayan revolucionado lo que se sabía hasta el momento, sobre todo en lo relativo a la literatura tardo medieval y prerrenacentista.

#### Literatura escrita
El primer libro publicado en euskera fue Lingua Vasconum Primitiae de Bernard Etxepare en 1545. Se tiene conocimiento de esta obra por el único ejemplar conservado en la Biblioteca Nacional de París. Según se puede inferir de las opiniones de sus contemporáneos, no fue apreciado debido a sus metros populares propios del bertsolarismo. Sus versos fueron musicalizados a finales del siglo XX por Benito Lertxundi, Xabier Lete y el grupo Oskorri, entre otros, convirtiéndolos en canciones populares. Actualmente sus poemas han adquirido el carácter casi de himno entre los sectores de la cultura euskaldun y en defensa del euskera, siendo recitados en todo tipo de actos culturales y populares.
CONTRAPAS
| ¡Euskera, sal fuera! Bendito sea el país de Garazi, porque ha elevado el euskera al rango que le corresponde. ¡Euskera, sal a la plaza! Los que no son vascos creían que era imposible escribir en euskera; ahora han comprobado que estaban equivocados. ¡Euskera, sal al mundo! Estabas en poca estima entre las lenguas; pero ahora serás la más noble de todas. ¡Euskera, sal al mundo entero! | Las otras lenguas llegaron a su esplendor; ahora la nuestra superará a todas. ¡Euskera! Todos aprecian a los vascos a pesar de no conocer su lengua; ahora comprobarán cómo es el euskera. ¡Euskera! Si hasta ahora estuviste sin ser impresa, desde hoy circularás por todo el mundo. ¡Euskera! No hay lengua alguna ni francesa ni ninguna otra que sea hoy comparable al euskera. ¡Euskera, ve al baile! |

### Educación
El sistema educativo está regulado mediante las leyes generales de los dos estados. Luego, en la parte española, cada comunidad autónoma tiene sus propias particularidades, mientras que en la francesa el sistema obedece a la legislación general de Francia. En todos ellos la escolarización es obligatoria hasta los 16 años.

### Gastronomía

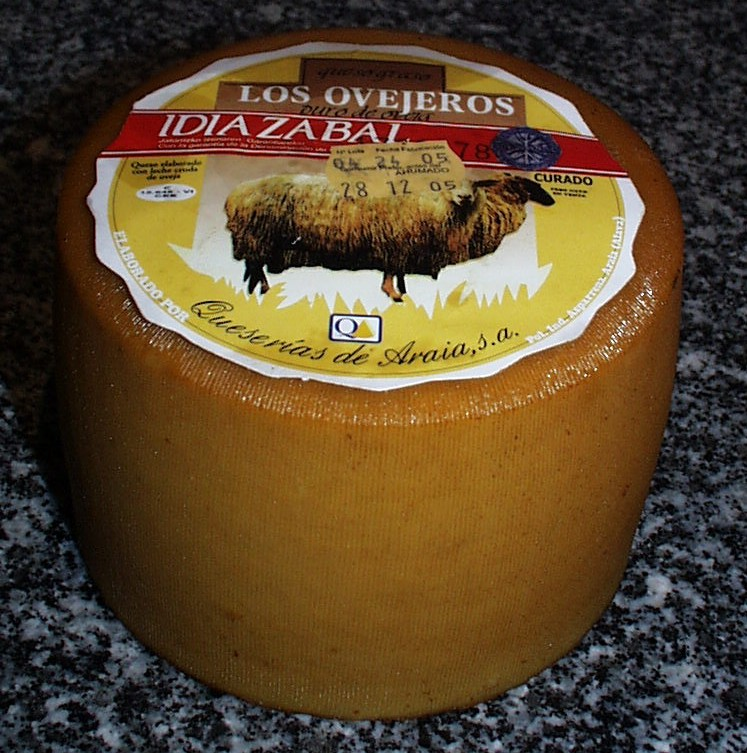
Queso Idiazábal ahumado

La gastronomía de todos los territorios que conforman Euskal Herria goza de un gran prestigio tanto a nivel nacional como internacional.[cita requerida] Tanto en la parte francesa, donde la categoría reconocida de su cocina se extiende a los mismos, como en las comunidades autónomas de Navarra y País Vasco de la parte española.
Destacan las sociedades gastronómicas.
Los pinchos son sin duda una especialidad muy popular y apreciada; también cualquiera de las preparaciones del bacalao o las cocochas, que son algunas de las especialidades de la cocina vasca más degustadas en la costa. En la montaña se puede destacar el queso con denominaciones como Idiazábal, Roncal o Ossau-Iraty, la cuajada (típica de toda la cornisa cantábrica, especialmente de Cantabria) (famosa la del valle de Ulzama), la chistorra de Navarra y la ternera. En el sur destacan los pimientos del piquillo de Lodosa, los vinos navarros y de la Rioja Alavesa, y los espárragos al natural. En el norte, son muy famosos el pimiento de Espelette, la piperrada, el vino de Irouléguy, el pastel vasco (gâteau basque en francés) o el axoa.

### Festejos
Dentro de la tradición común, con mayor o menor presencia, se celebran las siguientes fiestas, algunas de ellas de carácter político y otras cultural.
- Tamborrada de San Sebastián: 20 de enero en San Sebastián.
- Víspera de Santa Águeda: 4 de febrero.
- Inauteri: Carnavales, finales de invierno. Desde el punto de vista etnográfico, tienen especial interés los carnavales de pequeños núcleos rurales como Lanz, Ituren, Zubieta...
- Aberri Eguna: día de la patria Vasca (inicialmente del PNV), Domingo de Resurrección.
- Nafarroaren Eguna: el último domingo de abril en Baigorri.
- Sanfermines: del 6 al 14 de julio en Pamplona.
- San Ignacio de Loyola: patrón de Guipúzcoa y Vizcaya. 31 de julio
- Fiestas de Bayona: del 24 al 28 de julio en Bayona.
- Pastoral suletina: Obra teatral típica de Soule durante el verano.
- Fiestas de La Blanca de Vitoria: del 4 al 9 de agosto en Vitoria.
- Semana Grande de San Sebastián: semana del 15 de agosto en San Sebastián.
- Semana Grande de Bilbao: segunda quincena del mes de agosto en Bilbao.
- San Francisco Javier: patrón de Navarra y  Día internacional del euskera. 3 de diciembre.
- Día de Santo Tomás: festividad marcada por el ambiente rural. 21 de diciembre en varios municipios vizcaínos y guipuzcoanos.
- Olentzero: personaje navideño que recorre las calles en Euskal Herria los días 24 y 25 de diciembre.

### Deportes
Las actividades deportivas no tradicionales así como la afición a las mismas están muy influenciadas por el interés de los medios de comunicación de cada estado al que cada territorio pertenece, así pues, mientras que en los territorios españoles la afición mayoritaria se declina a favor del fútbol y el ciclismo, en los franceses el rugby es uno de los deportes más seguidos y practicados.

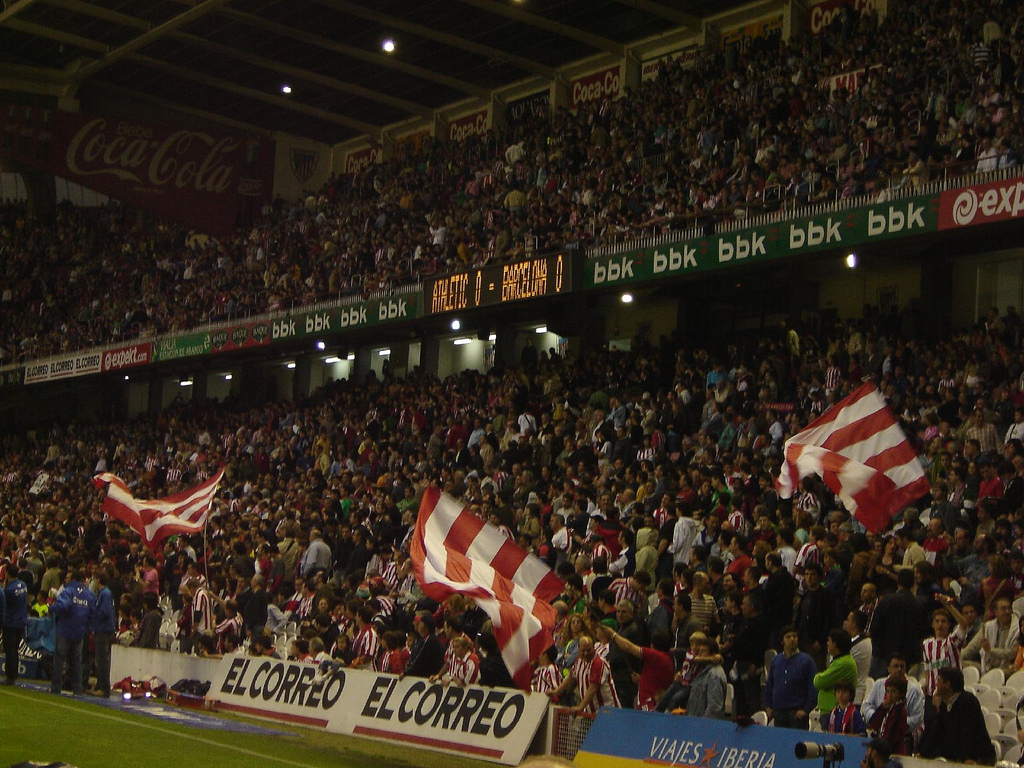
Afición del Athletic Club de Bilbao. El Athletic Club de Bilbao mantiene una política de fichar solo jugadores de Euskal Herria, o bien formados en la cantera de algún club vasco

- El fútbol es el principal deporte vasco como lo es en España y Francia. Los principales clubes son Athletic Club, Real Sociedad, Éibar, Osasuna y Alavés. El Athletic Club de Bilbao mantiene una política de fichar solo jugadores de Euskal Herria, o bien formados en la cantera de algún club vasco.

- El ciclismo es otro deporte muy popular. No en vano la producción de bicicletas en España ha estado centralizada durante mucho tiempo en estos territorios, en especial en Éibar, en donde se organizaron a mediados del siglo XX las primeras pruebas ciclistas. En las competiciones se pueden ver seguidores vascos vestidos de naranja, el color del equipo Euskaltel-Euskadi y son ya míticas las ikurriñas presentes siempre en las etapas de montaña del "Tour de Francia", prueba en la que el ciclista de Villava, Miguel Indurain, ya retirado de la competición, fue el primero en ganar el Tour de Francia cinco veces consecutivas, ganando también el Giro de Italia en dos ocasiones y fue campeón del mundo contrarreloj. También el ciclista Abraham Olano ganó la Vuelta a España y fue campeón del mundo en ruta.

- En el País Vasco Francés, el rugby es muy popular entre la comunidad vasca. En Francia, el rugby es un deporte muy popular en el suroeste. Dos clubes vascos pertenecen a la primera división de la liga francesa de rugby (el Top 14): el "BOPB" o el "Biarritz Olympique Pays Basque" en Biarriz y el "Aviron Bayonnais" en Bayona. Los colores del Biarritz Olympique son el rojo y el blanco y los del Aviron Bayonnais, blanco y azul. También se encuentran clubes de nivel nacional (Fédérale 1 equivalente de la tercera división) en Mauleón (Soule) (Sport Athlétique Mauléonais), en San Juan Pie de Puerto (Baja-Navarra) (US Nafarroa) y San Juan de Luz (Lapurdi) (Saint Jean de Luz Olympique Rugby).

- En cuanto a la montaña y escalada, destaca el vitoriano Juanito Oiarzabal (Vitoria), quien posee el récord mundial de "ochomiles", con 24 en total. Destacan también, Josune Bereziartu, única mujer que ha escalado el grado 9a/5.14d; Edurne Pasabán, primera mujer en subir los 14 ochomiles; los hermanos Eneko Pou e Iker Pou y el campeón del mundo, en el año 2006, en escalada deportiva el eibarrés Patxi Usobiaga, nombrado "mejor deportista vasco del 2006" y campeón de la Copa del Mundo ese mismo año.

- El Laboral Kutxa Baskonia de Vitoria es un equipo muy destacado en baloncesto y en su palmarés presume de ser dos veces subcampeón de Euroliga, campeón de la Copa de Europa y cuatro veces subcampeón, campeón de liga y tres veces subcampeón y posee seis Copas del Rey de Baloncesto y tres subcampeonatos. También hay equipos de baloncesto en San Sebastián (Gipuzkoa Basket), Bilbao (Dominion Bilbao Basket) y el Hondarribia-Irun (Liga Femenina).

- En balonmano la estrella es el AMAYA Sport San Antonio de Pamplona, que ha conseguido la Copa de Europa (2000/01), siendo subcampeón de la misma en 2002/03 y 2005-06, Recopa de Europa (1999/00 y 2003/04), campeón de Liga (2001/02 y 2004/05), subcampeón de liga (1997/98 y 1999/00), de la Copa del Rey (1998/99 y 2000/01), el sucampeonato de esa copa (1997/98) y campeón de la Supercopa de España (2001/02, 2002/03 y 2005/06). Destacan también el eibarrés Juventud Deportiva Arrate que se mantiene en la División de Honor española, y el Club Deportivo Bidasoa de Irún, que actualmente milita en la División de Honor B pero que consiguió la Copa de Europa (1994/95), siendo este el primer título en un deporte por equipos para un club vasco, subcampeón de la misma en la temporada 1995/96. Campeón de la Recopa de Europa 1996/97, campeón de Liga en las temporadas 1986/87 y 1994/95, campeón de la Copa del Rey 1990/91 y 1995/96, campeón de la Supercopa de España 1995/96 y de la copa Asobal 1992/93.

- Las condiciones excepcionales que se dan en la Costa Vasca para la práctica del surf con lugares como Zarauz, Mundaca y Biarriz, que a menudo están en el circuito mundial de surf.

## Partidos políticos
Desde hace años, la independencia, o una mayor autonomía, del País Vasco sur o Hegoalde está en el centro de la política vasca en España, los partidos políticos vascos manifiestan:
- El Partido Nacionalista Vasco defiende «el derecho del pueblo vasco a decidir su futuro» y la consecución de un «nuevo estatus» para el pueblo vasco.
- Euskal Herria Bildu: coalición estable perteneciente al denominado polo soberanista de la izquierda abertzale, conformada por los partidos Sortu, Eusko Alkartasuna, Aralar y Alternatiba y las agrupaciones Herritarron Garaia y Araba Bai. Propugna la independencia de Euskal Herria.
- El Partido Nacionalista Vasco,[76] Eusko Alkartasuna (EA), Aralar, Sortu y Abertzaleen Batasuna entre otros, defienden la independencia a través del derecho de autodeterminación.
- Elkarrekin Podemos defiende que «Euskadi es una nación» y el derecho de los vascos a decidir su futuro.
- Geroa Bai, coalición navarra heredera de Nafarroa Bai, defiende desde el prisma abertzale también el respeto a la voluntad de los navarros a decidir su futuro.
- Partido Socialista de Euskadi-Euskadiko Ezkerra (federación del Partido Socialista Obrero Español) aboga por una España Federal; que supondría un cambio en el estatus actual.
- El Partido Popular se opone a cualquier cambio en el estatus actual.
- Unión del Pueblo Navarro propone que Navarra sea una comunidad diferenciada dentro de España, así como rechazar una posible unión con el País Vasco. El Partido Socialista de Navarra, desde 1982 defiende a Navarra como comunidad diferenciada, y se opone a la unión con el País Vasco.[77]
- Izquierda Mirandesa, Agrupación Electoral Independiente del Condado de Treviño y Agrupación Electoral Independiente de la Puebla proponen que la comarca de Miranda de Ebro y el Condado de Treviño pertenecientes a Burgos se integren en la provincia de Álava. En todos los casos se defiende la idea del independentismo vasco, y apoyan la independencia de Euskal Herria, territorio al que para ellos pertenecen.

- Otras posiciones: Alternatiba, Batzarre, Izquierda-Ezkerra, Ezker Batua-Berdeak, Partido Carlista de Euskalherria.

El debate en el País Vasco francés o Iparralde es diferente y se centra en la articulación institucional del País Vasco, cuya reivindicación principal fue la de un departamento vasco o el reconocimiento de la autonomía.
Con la reforma del modelo territorial en Francia la reivindicación se ha centrado en la creación de una Colectividad Territorial en el mapa de la administración francesa. Esta reivindicación contó con un consenso inédito hasta la fecha, pero se encontró con el rechazo del gobierno francés. Finalmente el País Vasco francés se constituyó como una mancomunidad unificada con competencias en desarrollo económico, transportes, recogida de residuos y política lingüística. 
Personalidades de distintas sensibilidades políticas han apoyado la reivindicación de la Colectividad Territorial, como Jean-René Etchegaray, alcalde de Bayona, Jean-Michel Galant, presidente de la mancomunidad de Baigorri-Garazi; Max Brisson, secretario del UMP; el senador centrista y presidente del Consejo de Electos de Iparralde Jean-Jacques Lasserre; las diputadas del Partido Socialista Sylviane Alaux y Colette Capdevielle; la senadora y portavoz parlamentaria del Partido Socialista Frédérique Espagnac o el alcalde de Hendaya, Kotte Ezenarro.
- Los Republicanos y anteriormente la Unión por un Movimiento Popular se oponen a la autodeterminación, y a la autonomía del País Vasco francés[82] El anterior alcalde de Baiona Jean Grenet afirmó que el Departamento Vasco "No es el motor de la descentralización"[83] pero apoyó al Consejo de Electos en su demanda de encajar la realidad vasca al "polo metropolitano".[84] Durante el reciente debate de la colectividad territorial el líder de la UMP en el País Vasco, Max Brisson, se mostró favorable a la creación de la colectividad territorial.[85]
- El Partido Socialista, durante el mandato de François Mitterrand prometió la creación de un Departamento Vasco promesa que finalmente no llegó a cumplir tras su elección.[86][87] Representantes políticos socialistas vascos como Frantxua Maitia, Kotte Ezenarro o las diputadas Sylviane Alaux, Colette Capdevielle y Frédérique Espagnac son favorables a la reivindicación institucional y han sido muy activos en su consecución, otros cargos como Jean Espilondo fueron contrarios.[88]
- Los centristas también se muestran divididos.[89][90] El principal cargo institucional de los centristas, el alcalde de Bayona Jean René Etchegaray, fue elegido presidente de la Mancomunidad del País Vasco.[91]
- Los partidos nacionalistas vascos, como Euskal Herria Bai (que engloba aAbertzaleen Batasuna, Sortu y Eusko Alkartasuna) y el Partido Nacionalista Vasco siempre ha reclamado la creación de una institución propia para el País Vasco. Si bien se reclamaba la del Departamento Vasco, ante la Reforma Territorial los nacionalistas vascos reivindican una institución propia mediante la autonomía.[92][93] EA, Abertzaleen Batasuna y Sortu forman la coalición Euskal Herria Bai, que asume estas revindicaciones.[94] Algunas formaciones políticas de ámbito estatal francés, como Europe Ecologie, también hacen suya la reivindicación institucional vasca. Los nacionalistas vascos también han apoyado la creación de la mancomunidad única,[95] si bien su aspiración es avanzar en la autonomía.
- El Front National mantiene una política centralista e identitaria francesa, opuesta al reconocimiento institucional del País Vasco.
- Batera es una plataforma que impulsa consultas populares relativas a la Autonomía para el País Vasco francés.
- Enbata fue un movimiento político abertzale que pedía la creación de un departamento propio para el País Vasco francés dentro de la constitución francesa y la creación de una entidad autónoma común para los siete territorios históricos vascos.

## Fauna
Entre las razas de animales de granja propias del territorio están las citadas a continuación. Dentro de las razas bovinas: la betizu, la monchina, la pirenaica y la terreña; dentro de las razas caprinas: el azpi-gorri; dentro de las razas ovinas: la carranzana, la latxa y la sasi-ardi; dentro de las razas equinas y asnal: el asno, el caballo alavés y el pottoka; dentro de las razas porcinas: el chato vitoriano; dentro de las razas caninas: el pastor vasco, el villano de las Encartaciones, el Pachón de Vitoria y el villanuco de las Encartaciones.